# Eridolius orientalis
Eridolius orientalis är en stekelart som beskrevs av Dmitriy R. Kasparyan 1990. Eridolius orientalis ingår i släktet Eridolius och familjen brokparasitsteklar. Inga underarter finns listade i Catalogue of Life.